# Mottola
Mottola ist eine Gemeinde (comune) in der süditalienischen Provinz Tarent.

## Geografie
Die Gemeinde liegt am Rande der Murgia, der apulischen Karstlandschaft. Sie hat 15.228 Einwohner (Stand 31. Dezember 2023).

## Geschichte
Vom Ende des 11. Jahrhunderts bis 1818 war Mottola Sitz eines Suffraganbistums von Tarent, dann wurde es mit dem Bistum Castellaneta vereinigt. 1968 wurde es als Titularbistum Motula benutzt.
1102 wurde der Ort bei einem Volksaufstand zerstört.

## Sehenswürdigkeiten

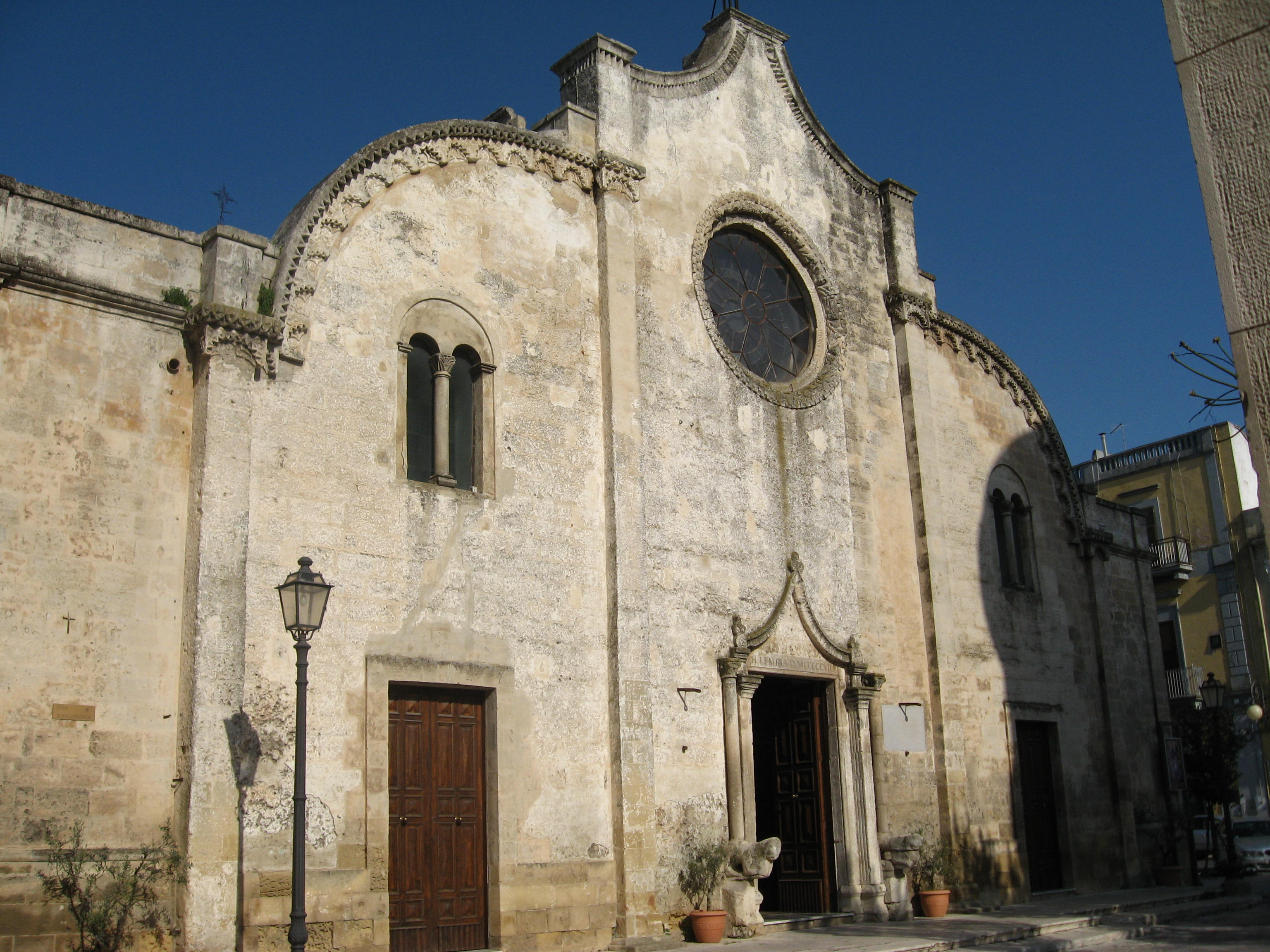
Chiesa Madre

Die Chiesa Madre di Santa Maria Assunta stammt aus dem 12. Jahrhundert. Sie weist auffällige Ähnlichkeiten der Fassadenarchitektur mit den Kirchen von Laterza und Ostuni auf.

## Verkehr
Südlich des Ortes liegt der Bahnhof Palagiano-Mottola an der Bahnstrecke Bari–Tarent, nördlich lag der Bahnhof San Basilio-Móttola, der aufgegeben wurde, als die neu trassierte Strecke 1997 in Betrieb ging.

## Söhne und Töchter des Ortes
- Umberto Montanaro (* 26. September 1904 in Mottola; † 28. Oktober 1967 in Lugano), Musiker, Komponist, Leiter der Civica Filarmonica von Lugano[3]
- Enzo Lippolis (1956–2018), Klassischer Archäologe
- Antonella Palmisano (* 1991), Leichtathletin